# Gyurik Lajos
Gyurik Lajos zenész, dobos.

## Életpályája
Gyerekkora óta zenésznek készült. Már nyolc éves korában kezdett érdeklődni a dobok iránt. Általános műszerésznek tanul, középiskolás évei végén, hosszas elhatározás után  ment csak el az első dobiskolájába, ahol az alapokat elsajátította. Csery József iskolájába jár egy évig, majd a Postások Erkel Ferenc Zeneiskolájában Nesztor Ivánhoz került. Később más hangszerek kezelését - gitár, orgona -  is elsajátítja.
Első zenekara a Manőver, eljut Karthagóhoz Kocsándi Miklós távozása után, amikor dobost keres a zenekar, majd Gidófalvy Attilához fűződő barátsága révén a Fáraó együttes dobosa lett. Gidófalvyval közel egy időben kerül a Lord zenekarhoz először 1989-ben, ahonnan szintén együtt távoznak 1990-ben. 1995-ben Vörös István zenekarában játszik.  
2000-ben újra összeállt a legendás Lord formáció - Pohl Mihály, Erős Attila, Vida Ferenc, Gidófalvy Attila, Gyurik Lajos - azóta is töretlenül a Lord zenekar állandó tagja a doboknál.
2011-ben a Clear Tech Stúdióban rögzítik első önálló albumát "Solid Song" címmel, amelyen 11 dal található.
2018-ban a Lorddal való egyeztetési problémák miatt kilép a Fáraó együttesből. 2021-ben Lordból is távozik.

## Hangszerei
- Gretsch Catalina Maple
- Sabian cintányérok

## Zenekarok
- Manőver
- Árkádok
- Karthago
- Vörös István és a Prognózis (1995)
- Fáraó (1985-1986, 2015-2018)
- Lord (1989-1990,2000-2021)

## Külső hivatkozások
- Gyurik Lajos szólólemeze - rockdiszkont.hu
- First Class vasárnap: Gyurik Lajos, Loui a Lordból[halott link]